# جزيرة بانغكا
بانغكا أو بَنْغ (بالجاوية: بڠک (اقرأ بَنْغْك)، بالإنجليزية: Bangka، وفي بعض الأحيان تنطق بانكا الإنجليزية: Banka) هي جزيرة تقع شرق سومطرة، وتعتبر إداريا جزء من سومطرة، إندونيسيا، ويبلغ عدد سكانها حوالي مليون نسمة، ومساحتها 11910 كم² (4598 ميل مربع). وهي الجزء الرئيسي من مقاطعة بانغكا - بليتونغ. عاصمة المقاطعة، بانغكال بينانغ، وتقع في الجزيرة. وتنقسم الجزيرة إداريا إلى 4 المقاطعات ومدينة واحدة ممنوحة الحقوق.

## الجغرافية

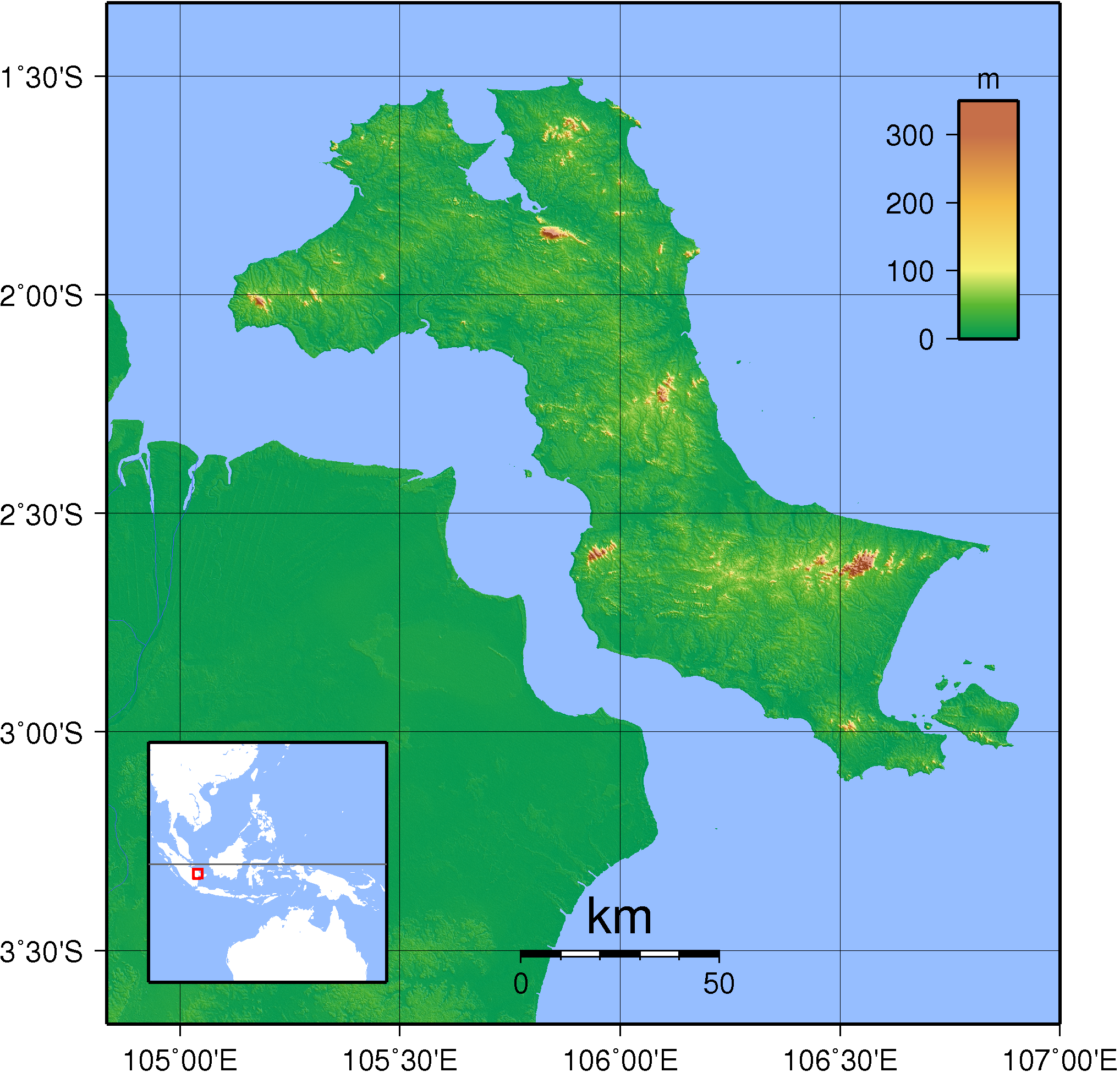
خريطة جزيرة بانغكا قرب سومطرة

خريطة جزيرة بانكا وشرقها جزيرة بليتونغ، وتظهر باللون الأحمر مدينة بانغكال بينانغ

جزيرة بانغكا مع جزيرة بليتونغ تكونان مقاطعة بانغكا - بليتونغ. جزيرة بانغكا تقع شرق من جزيرة سومطرة، مفصولة عنها بمضيق بانغكا؛ شمالها يقع بحر الصين الجنوبي، إلى الشرق منها وعبر مضيق غاسبار تقع جزيرة بليتونغ، جنوبها يقع بحر جاوة. مساحتها 11910 كيلومترا مربعا.
معظم السطح الجغرافي للجزيرة يتألف من السهول المنخفضة والمستنقعات والتلال الصغيرة، والشواطئ الجميلة، وحقول الفلفل الأبيض ومناجم القصدير.

## تاريخ الجزيرة
تنازل سلطان فلمبان عن بانغكا لبريطانيا في عام 1812، ولكن في عام 1814 تم مبادلتها مع هولندا بمدينة كوتشي في الهند.
احتل اليابانيون الجزيرة في الفترة من شباط 1942 إلى آب 1945. ثم أصبحت جزءً من أندونيسيا المستقلة في عام 1949. وكانت الجزيرة، مع بليتونغ المجاورة، جزءً من مقاطعة سومطرة الجنوبية، ولكن في عام 2000 أصبحت الجزيرتين مقاطعة جديدة اسمها بانغكا - بليتونغ.
بانغكا تشتهر حدثين أخرى : مجزرة جزيرة بانكا خلال الحرب العالمية الثانية التي ارتكبها اليابانيون ضد الممرضات الإسترالية والجنود والمدنيين البريطانيين والإستراليين، وتشتهر بأنها مكان كتاب (لورد جيم) لجوزيف كونراد.
في عام 1930 كان عدد سكان بانغكا 205363 نسمة.
كما أن جزيرة بانغكا هي موطن لعدد من الشيوعيين الأندونيسيين الذين فُرضت عليهم الإقامة الجبرية منذ ستينات القرن العشرين خلال حملة مناهضة الشيوعية.

## مدن بانغكا
مدينة بانغكال بينانغ هي أكبر مدن بانغكا وتعد مركز مقاطعة بانغكا - بليتونغ وعدد سكانها 134082 نسمة.
سونغايليات هي ثاني أكبر مدينة في جزيرة بانغكا وهي مركز بلدية بانغكا.
منتوك بلدة تعد الميناء الرئيسي في غرب الجزيرة وتعد مركز بلدية غرب بانغكا.
توبوالي هي مركز بلدية جنوب بانغكا وهي أيضا من المدن المهمة. وتقع ضمن المنطقة الجنوبية منطقة كوبا المعروفة بتعدين القصدير، كما يقع على الجزء الجنوبي من الجزيرة، أما بيلينيو فهي بلدة تشتهر بمنتجات المأكولات البحرية.

## موانئ بانغكا
هناك 4 موانئ البحر في بانغكا:
- منتوك، في أقصى الغرب
- بيلينيو، في أقصى الشمال
- ساداي، في أقصى الجنوب
- بانكال بالام، وهو الأقرب إلى بانغكال بينانغ.

## الاقتصاد
تعد بانغكا مركزاً لإنتاج القصدير منذ عام 1710، وتعد واحدة من أكبر المراكز لإنتاجه عالمياً. وفي منتوك هنالك مصهر للتعدين. علما أن الحكومة الإندونيسية تحتكر صناعة تعيدن القصدير.
كما تعتبر الجزيرة كمنتج رئيسي للفلفل الأبيض.

## السكان
أكثر السكان هم من الملايو، إضافة للصينيين (غالبيتهم من الهاكا). السكان يعملون في تعدين القصدير وزراعة زيت النخيل وزراعة المطاط، إضافة إلى صيد السمك وزراعة الفلفل.